# Карвахаль, Рафаэль
Рафаэль Карвахаль Гусман (исп. Rafael Carvajal; 15 декабря 1818, Ибарра — август/октябрь 1881, Лима, Перу) — эквадорский государственный и политический деятель, вице-президент Республики Эквадор (23 марта 1864 — 30 августа 1867), Президент Национального Конгресса Эквадора (1869), юрист, педагог, профессор, журналист, поэт, писатель
. Доктор юридических наук (1848).
С 31 августа 1865 по 7 сентября 1865 года был исполняющим обязанности президента Эквадора.

## Биография
Родился в семье фермера.
Учился в духовной семинарии. Изучал право в Центральном университете Эквадора.
В течение нескольких лет занимал кафедру экономики, управления и законодательства в университете Кито.
Член Эквадорской консервативной партии. Член Временного правительства Кито (1 мая 1859 — 3 июня 1859 и 1 сентября 1859 — 10 января 1861). В 1861 году президент Габриэль Гарсиа Морено назначил его министром внутренних дел.
Министр иностранных дел Эквадора (с 11 июня 1850 до 29 ноября 1850 и со 2 апреля 1861 до 23 марта 1864 года и 17 января 1869 — 15 мая 1869). Министр финансов Эквадора в 1862 и 1869 годах.
Председатель Верховного суда Эквадора.

## Избранные произведения
- A Dios
- A una poetisa
- Gratitude
- Himno a la libertad
- Impresión a la vista del mar
- Madre amorosa
- Un recuerdo
- Una esperanza